# Еріх Геккель

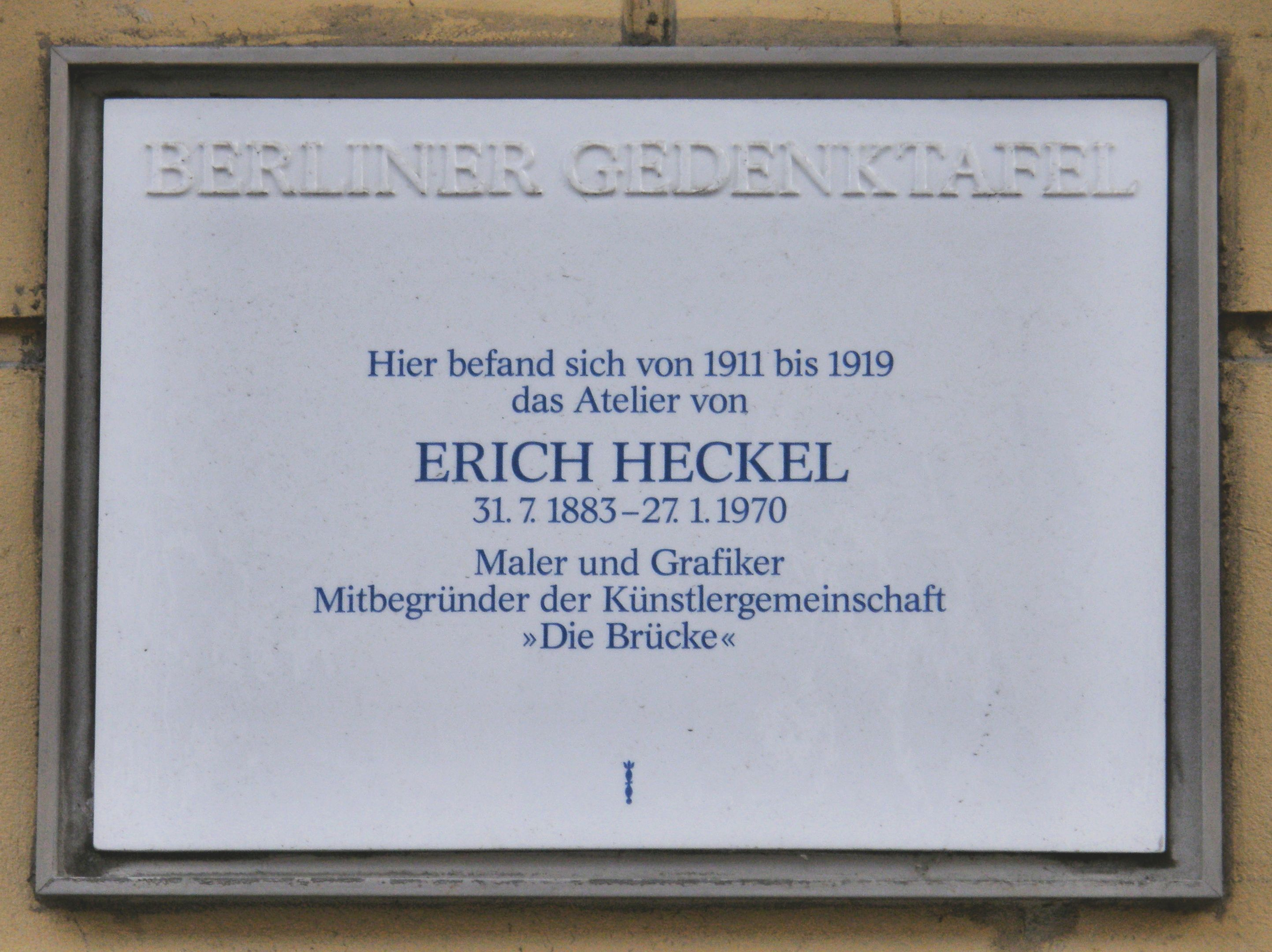
Меморіальна дошка Еріха Геккеля в Берліні

Еріх Ге́ккель (нім. Erich Heckel; нар. 31 липня 1883, Дебельн, Саксонія — пом. 27 січня 1970, Гаєнгофен поблизу Радольфцелля) — німецький художник-експресіоніст.

## Життєпис
Еріх Геккель народився у Дебельні, поблизу Хемніца в 1883 році у родині інженера. Під час навчання у середній школі почав дружити з Карлом Шмідт-Ротлуфом. Разом з іншими учнями вони організували дискусійну спільноту «Вулкан», де обговорювали антибуржуазну літературу і теорію мистецтва. Серед їхніх улюблених авторів були Фрідріх Ніцше і Федір Достоєвський.
В 1904 21-річний Еріх почав вивчати архітектуру в Дрезденському технічному університеті.
7 червня 1905 спільно з Фріцом Блейлем, Ернстом Кірхнером і Карлом Шмідт-Ротлуфом засновує художне угруповання «Міст» (нім. Die Brücke). Працює в архітектурному бюро Вільгельма Крайса, орендує колишню м'ясну лавку на Берлінерштрассе 60 для організації спільної роботи художнього ательє «Моста».
У 1907 покидає роботу у Крайса і їде на етюди в Дангаст (нім. Dangaster Moor), де багато малює упродовж 1908 року.
1909 здійснює подорож в Італію (Верона, Падуя, Венеція, Рим), а влітку їде з Кірхнером на Моріцбурзькі ставки.
В 1911 переїхав до Берліна, а в 1912 почав дружити з Францом Марком і Ліонелем Фейнінгером. 1913 група «Міст» розпадається і проходить перша персональна виставка Геккеля у берлінській галереї «Гурлітт».
В 1914 бере участь у художній виставці у Кельні, а з початком Першої світової війни добровольцем іде на фронт як санітар.
В 1915 познайомився з Максом Бекманном і Джеймсом Енсором; одружився з Мільдью Фрідою Георгі («Сідда»). 1918 повертається в Берлін. 1919—1944 здійснює щорічні літні поїздки в Остергольц, де багато працює. В 1929 здійснює подорож у Прованс, Піренеї, північну Іспанію й Аквітанію, в 1931 — в північну Італії.
1937 року творчість Геккеля віднесена нацистами до «дегенеративного мистецтва», 729 його робіт видалені з німецьких музеїв. У 1944 берлінська студія Геккеля знищена під час повітряного нальоту.
Він оселяється у Гаєнгофені на Боденському озері. Після війни, в 1949—1955 працює професором у Вищій школі образотворчого мистецтва у Карлсруе.

## Вибрані роботи
- «Цегляна майстерня (Дангаст)», 1907, Мадрид, Кастаньола, Музей Тіссена-Борнеміси
- «Червоні будинки», 1908, Білефельд, музей Мистецтв
- «Ті, що купаються на березі», 1909,Дюссельдорф, музей Палац Мистецтв
- «Жінки, що купаються», 1912, Вупперталь, Фон-дер-Хейдт-музей
- «Вітряк біля Дангаста», 1909, Дуйсбург, Музей Вільгельма Лембрука
- «Трамвайна лінія в Берліні», 1911, Менхенгладбах, Державний музей Абтейберг
- «Скляний день», 1913, Мюнхен, Державна галерея сучасного мистецтва
- «День Тіла Господнього в Брюгге», 1914, Мюльгайм-на-Рурі, Державний музей
- «Фландрська рівнина», 1916, Менхенгладбах, Державний музей Абтейберг
- «Весна», 1918, Берлін, Національна галерея SMPK
- «Квітучі яблуні», 1907, Гамбург, приватне зібрання